# Altujovo (Navlia)
Altujovo (ruso: Алтухо́во) es un asentamiento de tipo urbano de Rusia, perteneciente al raión de Navlia de la óblast de Briansk.
En 2021, el territorio del asentamiento tenía una población de 1746 habitantes, de los cuales 1679 vivían en el propio asentamiento y el resto en su única pedanía, la aldea (derevnia) de Sheshuevo.
Se ubica unos 20 km al suroeste de la capital distrital Navlia.

## Historia
Se conoce la existencia de la localidad en documentos desde el siglo XVIII, cuando era un pequeño jútor. Su desarrollo urbano comenzó en la primera mitad del siglo XIX, cuando el conde Apraksin fundó una fábrica de telas, organizándose como una slobodá en el uyezd de Sevsk de la gobernación de Oriol. Posteriormente se abrió aquí una estación de la línea de ferrocarril de Briansk a Konotop.
En 1941, los invasores alemanes intentaron incluir el pueblo en la República de Lókot, un territorio formalmente autogobernado pero bajo ocupación militar, con capital en Lókot; sin embargo, su ubicación en una zona boscosa facilitó las operaciones de los partisanos soviéticos, por lo que los alemanes quemaron el pueblo en 1942. La Unión Soviética decidió reconstruirlo rápidamente por su importancia ferroviaria, y le dio en 1947 el estatus de asentamiento de tipo urbano. En 1966 aumentó su casco urbano al anexionar como barrio el hasta entonces pueblo de Krapivna.